# Amiota nagatai
Amiota nagatai är en tvåvingeart som beskrevs av Toyohi Okada 1960. Amiota nagatai ingår i släktet Amiota och familjen daggflugor. Inga underarter finns listade i Catalogue of Life.